# Эмоджи фильм
«Эмоджи фильм» (англ. The Emoji Movie) — американский комедийный мультфильм, снятый студией Columbia Pictures и Sony Pictures Animation и режиссёром Тони Леондисом. Премьерный показ состоялся в театре Regency Village 23 июля 2017 года, а в американский прокат фильм вышел 28 июля 2017 года.
Мультфильм получил разгромные отзывы в прессе, отрицательные оценки и ряд антипремий «Золотая малина». Несмотря на это, в прокате он окупился.

## Сюжет
Джин (Gene Meh) — эмоджи, живущий в Текстополисе, цифровом городе внутри смартфона его пользователя, подростка Алекса. Он способен выражать несколько эмоций одновременно, что не нравится его родителям, meh-эмоджи Мелу и Мэри. Они не уверены, что их сыну будет комфортно на новой работе, однако Джин настаивает на обратном. Получив СМС-сообщение от своей возлюбленной Эдди МакКаллистер, Алекс решает отправить ей эмоджи. Когда выбирают Джина, тот паникует, выдаёт неправильную эмоцию и разрушает текстовый центр. Смайлер, улыбчивая эмоджи и глава центра, вызывает Джина к себе в кабинет и сообщает, что он «дефектный» и должен быть стёрт из системы. Джина преследуют боты, но его спасает Дай-Пять, некогда популярный эмоджи, которым со временем перестали пользоваться. Он рассказывает Джину, что его можно починить, если найти хакера, и сопровождает героя в пути, рассчитывая попутно вернуть себе былую популярность.
Смайлер посылает ботов на поиски Джина и узнаёт, что тот покинул Текстополис, и его действия заставили Алекса задуматься о том, чтобы отнести телефон в ремонт. Джин и Дай-Пять приходят в пиратское приложение, где находят девушку-хакера по имени Джейлбрейк, которая хочет добраться до Dropbox, чтобы жить в Облаке. 
На героев нападают боты Смайлер, однако они сбегают и попадают в игру Candy Crush Saga. Джейлбрейк предлагает пойти коротким путём через приложение Just Dance Now. Там выясняется, что Джейлбрейк на самом деле эмоджи-принцесса, которая сбежала из дома, потому что устала от стереотипов. 
Героев снова атакуют боты, и в результате Алекс удаляет приложение. Джину и Джейлбрейк удаётся спастись, однако Дай-Пять попадает в корзину вместе с приложением.
Мел и Мэри отправляются на поиски сына и по пути сильно ссорятся, однако мирятся в приложении Instagram, когда Мел рассказывает, что он такой же дефектный, как и Джин. Во время пребывания в Spotify Джейлбрейк говорит Джину, что он ей нравится таким, какой он есть, и тому не стоит стыдиться своего дефекта. Они добираются до Корзины и спасают Дай-Пять, однако героев настигает бот Смайлер. Им удаётся сбежать, связав боту руки, и добраться до Dropbox, где им предстоит пройти через файрвол. После нескольких безуспешных попыток Джин подбирает правильный пароль, которым является имя Эдди, и все трое попадают в Облако, где Джейлбрейк готовится к тому, чтобы перепрограммировать Джина. Джин признаётся ей в своих чувствах, однако та не хочет отходить от своего первоначального плана, что разбивает сердце Джина и вызывает откат к его апатичной программе. 
Внезапно, бот пробирается в Облако и хватает Джина. Дай-Пять и Джейлбрейк отправляются к нему на помощь на птице из Твиттера, которую призвала Джейлбрейк.
Когда Смайлер уже готовится удалить Джина, появляются Мел и Мэри. Мел рассказывает всем, что он тоже дефектный, заставляя Смайлер решить удалить и его тоже. Джейлбрейк и Дай-Пять отключают бота, который падает прямо на Смайлер. Алекс приносит свой телефон в сервисный центр в надежде, что там смогут разобраться в происходящем и перезагрузить систему, что означает уничтожение мира Джина по завершении операции. В отчаянии Джин решает отправить сообщение для Эдди, выразив свои чувства в виде анимированного эмоджи. Узнав, что Эдди получила сообщение от него, Алекс в последний момент отменяет перезагрузку, спасая всех эмоджи, и решается заговорить с Эдди, которой понравился эмоджи, что он ей отправил. Джин принимает себя таким, какой он есть, и заслуживает признание других эмоджи.
В сцене в середине титров Смайлер за свои действия попадает в «отстойник для неудачников» к неиспользуемым и забытым эмоджи, где играет в карточную игру и проигрывает.

## Роли озвучивали
- Ти Джей Миллер — Джин Ме (Gene Meh)
- Джеймс Корден — Дай Пять
- Анна Фэрис — Джейлбрейк (Взлом)
- Майя Рудольф — Смайлер
- Патрик Стюарт — Какаш[3]
- Стивен Райт — Мел Ме
- Дженнифер Кулидж — Мэри Ме
- Кристина Агилера — Акико Глиттер
- София Вергара — Фламенка
- Шон Хейс — Стивен
- Рэйчел Рэй — Спам
- Джефф Росс — Интернет-тролль
- Джейк Т. Остин — Алекс
- Тати Габриэль — Эдди
- Джесс Харнелл — второстепенные персонажи
- Роб Риггл — эмоджи-мороженое (в титрах не указан)
- Конрад Вернон — Троянский конь
- Тони Леондис — Хохотун, Метла, Пицца
- Лиам Эйкен — Ронни Рэмтех
- Эрик Бауза — второстепенные персонажи

### Русский дубляж
Мультфильм дублирован на студии «Пифагор» по заказу компании «WDSSPR» в 2017 году.
- Леван Горозия — Джин[4]
- Константин Карасик — Дай Пять[5]
- Мария Иващенко — Джейлбрейк (Взлом)[5]
- Елена Шульман — Смайлер[5]
- Никита Прозоровский — Какаш[5]
- Настасья Самбурская — Акико Глиттер[4]
- Алексей Войтюк — Мел Ме[5]
- Елена Соловьёва — Мэри Ме[5]
- Архипп Лебедев — Алекс[5]
- Стася Кудякова — Эдди[5]
- Александр Шилов — Какаш-младший
- Александр Шестопалов — Хохотун, Ракета, Пришелец
- Даниил Ефремов — Трэвис[5]
- Даниил Эльдаров — Регги, троянский солдат
- Софья Ануфриева — Спам
- Сергей Чихачёв — Интернет-тролль

Другие дополнительные голоса: Радик Мухаметзянов, Анна Киселёва, Сергей Куницкий, Ирина Маликова, Сергей Усков, Алексей Черных.

## Оценки
Мультфильм получил крайне негативные отзывы от кинокритиков, некоторые из них назвали его одним из худших анимационных фильмов в истории. На сайте Rotten Tomatoes его оценка составляет всего 6 % положительных отзывов на основе 133 отзывов со средним рейтингом 2,7 из 10. В качестве консенсуса критики вместо текста поставили знак запрета (🚫). На сайте Metacritic мультфильм получил оценку 12 из 100 на основе 26 рецензий. В основном критики описывали мультфильм как «несмешной» и «пустая трата времени». Оценки от зрителей были более положительные: по опросу сайта CinemaScore «Эмоджи фильм» получил в среднем оценку B по шкале от A+ до F.
Дэвид Эрлик из IndieWire дал мультфильму оценку D, при этом писав: «Не сомневайтесь, „Эмоджи фильм“ очень, очень, очень плох (мы говорим о гиперактивной корпоративной пропаганде, в которой Spotify спасает мир, а сэр Патрик Стюарт озвучивает говорящее говно), но состязаться с реальностью сейчас слишком тяжело». Алонзо Дуральде из TheWrap раскритиковал анимационный фильм, назвав его «душераздирающей катастрофой из-за недостатка юмора, остроумия, идей, визуального стиля, убедительной игры актёров, точки зрения или любой другой отличительной характеристики, которая сделала бы это всего лишь пустой тратой вашего времени». Глен Кенни из The New York Times описал фильм как «откровенно идиотский», добавив: «Голливуд уже давно настаивает на том, что бездумное потакание трендам выглядит не так уж глупо, если прикрыть идиотизм красивой картинкой и талантливыми актёрами. Не могу быть уверен точно, но думаю, что после „Эмоджи фильма“ эта идея начинает трещать по швам».
Такие рецензенты, как The Washington Post, The Guardian, Associated Press, The New Republic и Hindustan Times, ссылались на негативные сравнения и сходства мультфильма, с такими мультфильмами, как «История игрушек» 1995 года, «Би Муви: Медовый заговор» 2007 года, «Ральф» 2012 года, «Лего. Фильм» 2014 года, «Головоломка» 2015 года, «Angry Birds в кино» 2016 года и другими.
В 2018 году, как стало известно из 38-й церемонии объявления лауреатов антипремии «Золотая малина», «Эмоджи фильм» стал первой полнометражной анимационной лентой, которой была присуждена эта «награда» за всю её историю. При этом «победу» мультфильм одержал во всех четырёх номинациях, в которых был представлен, — не только в главной («худший фильм»), но также и в категориях «худшая режиссура», «худший сценарий» и «худший экранный ансамбль».

## Награды
| Год  | Награда             | Категория                  | Номинант                              | Результат |
| ---- | ------------------- | -------------------------- | ------------------------------------- | --------- |
| 2018 | Black Reel Awards   | Лучшее озвучивание         | Майя Рудольф                          | Номинация |
| 2018 | Золотая малина      | Худший фильм               |                                       | Победа    |
| 2018 | Золотая малина      | Худший режиссёр            | Тони Леондис                          | Победа    |
| 2018 | Золотая малина      | Худшая экранный ансамбль   | Любые два надоедливых эмодзи          | Победа    |
| 2018 | Золотая малина      | Худший сценарий            | Тони Леондис, Эрик Сингел и Майк Уайт | Победа    |
| 2018 | Kids' Choice Awards | Любимый анимационный фильм |                                       | Номинация |